# Зайцев, Александр Иванович (физикохимик)
Алекса́ндр Ива́нович За́йцев (27 апреля 1957, Никополь, Днепропетровская область — 20 сентября 2023) — советский и российский физикохимик, доктор физико-математических наук, профессор. Директор Центра физической химии, материаловедения, биметаллов и специальных видов коррозии (входящего в состав ФГУП ЦНИИчермет им. И. П. Бардина), профессор кафедры общей химии химического факультета МГУ им. М. В. Ломоносова.

## Биография
- 1974 — окончил среднюю школу № 5 города Никополя;
- 1974—1979 — учёба на химическом факультете МГУ им. М. В. Ломоносова. Со второго курса А. И. Зайцев занимался научной работой по исследованию процессов испарения и термодинамических свойств металлов и сплавов. Окончил университет с отличием;
- 1979—1983 — по конкурсу поступил и учился в аспирантуре химического факультета МГУ;
- 1983 — защитил диссертацию на тему «Исследование испарения лантаноидов, берклия и калифорния из интерметаллических соединений с платиной и палладием», научный руководитель — член-корреспондент АН СССР Андрей Николаевич Несмеянов. Кандидат химических наук по специальности «Радиохимия».

После окончания аспирантуры вся трудовая и научная деятельность А. И. Зайцева связана с Центральным научно-исследовательским институтом чёрной металлургии им. И. П. Бардина:
- 1983—1986 — младший научный сотрудник;
- 1986—1991 — старший научный сотрудник;
- 1991 — присвоено учёное звание старшего научного сотрудника по специальности «Физическая химия»;
- 1991—1993 — ведущий научный сотрудник;
- 1993—2002 — заведующий лабораторией физической химии материалов и металлургических процессов;
- 1997 — защитил диссертацию на тему «Термодинамика систем с интенсивным межчастичным взаимодействием» по двум специальностям — «Физика твердого тела» и «Физическая химия». Доктор физико-математических наук;
- 2002—2004 — заместитель директора Института металловедения и физики металлов им. Г. В. Курдюмова, при сохранении должности заведующего лабораторией;
- 2005 — заведующий лабораторией физической химии;
- с 2005 — директор Центра физической химии, материаловедения, биметаллов и специальных видов коррозии ЦНИИчермет.

## Научная и педагогическая деятельность
Научная деятельность А. И. Зайцева концентрируется на проблемах, тесно связанных с физикохимией наноматериалов. Сферой его интересов является аморфное состояние металлических сплавов, а именно природа, причины возникновения, стабильность этого состояния, характер его последующих превращений — особенно, ведущих к нанокристаллической структуре. На базе экспериментального исследования большого числа (более 40) металлических систем различной природы и степени сложности А. И. Зайцев установил, что условия, обеспечивающие переход жидких металлических сплавов в аморфное состояние, контролируются двумя термодинамическими функциями: конфигурационными энтропией и теплоёмкостью расплава.
А. И. Зайцевым созданы основы количественной теории стеклообразования в металлических сплавах, сформулированы принципы точного описания стабильности аморфных металлических сплавов и путей их последующих превращений, в том числе с образованием нанокристаллического состояния, предложены методы прогнозирования физико-химических и механических свойств твёрдых аморфных материалов. Он впервые в мировой науке определил абсолютную и остаточную энтропию аморфных металлических сплавов и показал, что при 0 °К разупорядоченность металлических стёкол, в отличие от традиционных неорганических, пренебрежимо мала и к ним применим третий закон термодинамики.
Автор более 330 научных трудов, в том числе 100, опубликованных в ведущих международных научных журналах, 19 патентов, 1 монографии и 1 учебного пособия.